# Kinney Heights (Los Angeles)
Kinney Heights è un quartiere di Los Angeles in California facente parte del distretto di West Adams nel South Los Angeles.
L'area iniziò ad essere edificata nei primi anni del 1900 dall'imprenditore edile Abbot Kinney dal quale prende il nome.
Il quartiere, affollato da edifici in stile American Craftsman era abitato perlopiù da famiglie appartenenti alla upper-middle class.Ad inizio secolo era collegato alla downtown tramite un servizio di street car.
Oggi molte delle centinaia di abitazioni vecchie oltre un secolo sono ancora visibili ed il quartiere è parte della West Adams Terrace Historic Preservation Overlay Zone (HPOZ).